# Region kościelny Basilicata
Region kościelny Basilicata – jeden z szesnastu regionów kościelnych, na które dzieli się Kościół katolicki we Włoszech. Obejmuje swym zasięgiem świecki region Basilicata. 

## Podział
- Archidiecezja Potenza-Muro Lucano-Marsico Nuovo
  - Archidiecezja Acerenza
  - Archidiecezja Matera-Irsina
  - Diecezja Melfi-Rapolla-Venosa
  - Diecezja Tricarico
  - Diecezja Tursi-Lagonegro

## Dane statystyczne
Powierzchnia w km²: 9.966

Liczba mieszkańców: 599.453

Liczba parafii: 273

Liczba księży diecezjalnych: 335

Liczba księży zakonnych: 89

Liczba diakonów stałych: 37

## Konferencja Episkopatu Basilicaty
- Przewodniczący: abp Salvatore Ligorio - arcybiskup Potenzy-Muro Lucano-Marsico Nuovo
- Wiceprzewodniczący: bp Vincenzo Carmine Orofino - biskup Tursi-Lagonegro
- Sekretarz generalny: abp Francesco Sirufo - arcybiskup Acerenzy